# جوزيه كويفاس
جوزيه كويفاس (بالإنجليزية: Jose Cuevas)‏ هو لاعب كرة قدم أمريكي، ولد في 12 يونيو 1989 في فارميرسفيلي في الولايات المتحدة. لعب مع تشارلستون بيتري وفينيكس راسينغ.